# Liste der diplomatischen Vertretungen in Bhutan

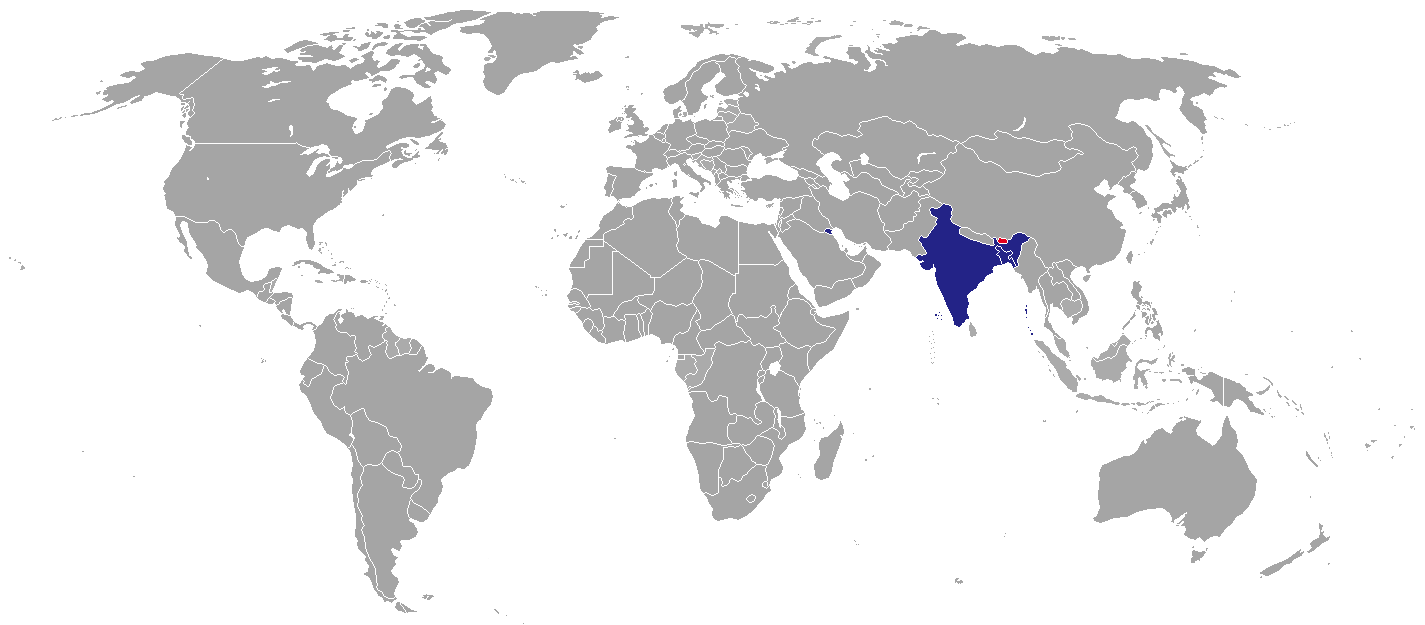
Staaten mit einer Botschaft in Bhutan

Die Liste der diplomatischen Vertretungen in Bhutan führt Botschaften und Konsulate auf, die im asiatischen Staat Bhutan eingerichtet sind (Stand 2019).

## Botschaften in Thimphu
3 Botschaften sind in der bhutanischen Hauptstadt Thimphu eingerichtet (Stand 2019).

### Staaten
| - Bangladesch: Botschaft - Indien: Botschaft - Kuwait: Botschaft |